# Guerra Social
La guerra Social, guerra de los Aliados o guerra mársica fue un conflicto armado que se desarrolló entre los años 91 a. C. y 88 a. C., dentro de Italia, entre la República romana (Roma y las demás ciudades itálicas provistas de ciudadanía romana) y sus demás aliados itálicos (socii) todavía desprovistos de ciudadanía y descontentos por no haber aún recibido la ciudadanía romana a pesar de su fundamental contribución a la conquista de las provincias republicanas, siendo todos ellos los soldados integrantes de las alae sociorum.

## Nombre de la guerra
Aunque en la bibliografía parece que mayoritariamente se ha impuesto la denominación de guerra Social, el término no sería muy preciso, pues en realidad haría referencia a la guerra contra sus socii (en español, aliados o confederados), proviniendo tal vez de una mala traducción al español del latín socialis, sociale (en español, aliados).

## Antecedentes

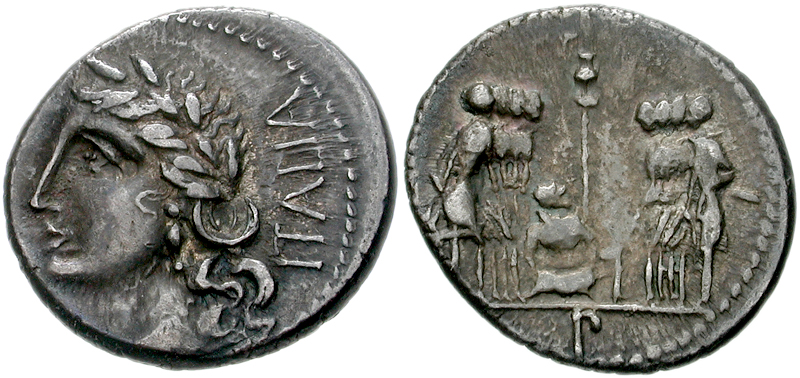
Moneda en plata del acuñada en Corfinium (Corfinio) durante la guerra Social, exhibiendo la inscripción ITALIA al borde de la personificación de Italia, representada como una diosa con corona de laurel, símbolo de victoria.

Durante el tiempo en que Cayo Mario se ausentó de Roma (99-91 a. C.), hubo una serie de años de relativa paz en los que el Senado parecía controlar el poder. Sin embargo, en el año 95 a. C. se publicó la Ley Licinia Mucia dirigida contra aquellos aliados itálicos que hubieran adquirido fraudulentamente la ciudadanía romana, lo que provocó una ofensa y un fuerte malestar entre ellos.
En el año 92 a. C. fue elegido tribuno de la plebe Marco Livio Druso. Druso preparó una serie de nuevas reformas, como una nueva ley frumentaria y una devaluación del sestercio de plata, que llevaron al enfrentamiento con la aristocracia.
Al mismo tiempo, se empeñó en conseguir, pese a la oposición del Senado, la ciudadanía romana para los cives latini y, sobre todo, para todos los demás aliados itálicos (socii). Desaprobado oficialmente por el Senado, fue asesinado en su casa, lo que provocó el malestar de todos los socii, los cuales tenían el objetivo de unirse de iure a la 'máquina estatal' romana y a su vida política, como ciudadanos romanos iguales y de pleno derecho, y no separarse de él; y así el asesinato de Druso desencadenó la guerra.
En el año 91 a. C intervinieron, en gran número, picenos, lucanos, marsos, samnitas y pelignos, entre otros, a los que se unieron ciudades de yapigios y brucios, los cuales se declararon independientes en una república llamada Italia, desplazando la capital de Italia de Roma a Corfinium (hoy Corfinio, en la cordillera de los Apeninos, al este de Roma), rebautizada Itálica, con la intención de instalar el Senado en ella y acuñando monedas que llevaban impresa en una de las dos caras el nombre de Italia.
Al principio se suceden las derrotas romanas, hasta que el Senado da el mando del Ejército a Sila, pero Mario se reincorporó a la política y se hizo con el mando efectivo.
Tras una cruenta guerra de tres años, con derrotas para ambos bandos, el bando de los ciudadanos romanos logró derrotar finalmente y de manera definitiva a los socii en el campo de batalla. No obstante la derrota, todos los socii itálicos obtuvieron igualmente su demanda principal, la de la plena ciudadanía romana.

## Principales acontecimientos

### Año 91 a.C.
- El cónsul romano Cneo Pompeyo Estrabón asedia con éxito Asculum.
- Publio Rutilio Lupo es derrotado y muerto en el valle del río Toleno, en Marsica.
- Mario es capaz de recuperarse de estas derrotas y consigue el mando único.

### Año 90 a.C.
- Asediada Aesernia, fortaleza clave para controlar la comunicación entre el centro y el sur de Italia, se ve obligada a rendirse.
- Cayo Papio Mutilo toma varias ciudades de Campania y las mantiene en su poder hasta ser derrotado por el cónsul Lucio Julio César.
- Otras incursiones de los socii resultan victoriosas en Apulia y Lucania.

A pesar de estas derrotas, los romanos aguantaron y lograron evitar la derrota total. En 89 a. C. los dos cónsules marcharon al frente septentrional, mientras que Sila tomaba el mando único del frente meridional.

### Año 89 a.C.
- Lucio Porcio Catón (uno de los dos cónsules) es derrotado y muerto.
- Cneo Pompeyo Estrabón (el otro cónsul) con mando único tiene una participación decisiva, derrotando a un ejército itálico de sesenta mil hombres, en el centro de Italia, en la batalla de Asculum.
- Sila pasa a la ofensiva y vence al ejército samnita.
- Roma recupera algunas de las grandes ciudades de Campania.

### Año 88 a.C.
- La guerra termina prácticamente, con la excepción de los samnitas (los viejos rivales de Roma) que todavía resisten. Es probable que la guerra hubiera continuado mucho más tiempo si Roma no hubiese hecho, además, concesiones a sus aliados.

## Concesiones romanas a los aliados
Finalmente, la guerra concluye de modo definitivo cuando Sila logra derrotar a los samnitas de Aesernia. Los aliados, pese a haber sido vencidos, habían conseguido su objetivo, ya que en el transcurso de esos años se decretaron tres leyes que terminarían dando la ciudadanía romana a todos los itálicos:
1. Por la Lex Iulia de civitate latinis et sociis danda del año 90 a. C, Roma ofreció la ciudadanía romana a todas las ciudades itálicas que habían permanecido fieles o que hubieran depuesto las armas.[10]
2. Por la Lex Plautia Papiria del año 89 a. C., Roma otorgaba la ciudadanía romana a cualquier itálico, incluso sublevado, que se hiciese inscribir en los registros del pretorio en un plazo de dos meses.[11]
3. Por la Lex Pompeia de Transpadanis del año 89 a. C., que otorgaba el derecho latino a aquellas ciudades de la Galia Cisalpina (norte de Italia) que aún no lo poseían. Benefició, sobre todo, a las ciudades situadas al norte del río Po. Posteriormente, el territorio de la ex Gallia Cisalpina (la Italia septentrional) fue anexionado de iure al territorio de la misma Italia, después de que Julio César, mediante la Lex Roscia del año 49 a. C.,[12] hubiera otorgado la plena ciudadanía romana a todos sus habitantes, extendiendo así Italia hasta los Alpes.[13]

Tras este acontecimiento se acentuó aún más la diferenciación de status entre Italia (ya territorio metropolitano de Roma exento de los impuestos provinciales y, tras la susodicha guerra Social, habitada en su totalidad por ciudadanos romanos de pleno derecho) y las provincias (los restantes territorios fuera de Italia).